# Mechanikai védelem
A mechanikai védelem a fizikai védelem része. Feladata, hogy akadályozza, lassítsa a védendő objektumba való illetéktelen behatolást és a védendő értékekhez történő illetéktelen hozzáférést.
A mechanikai védelem ősidők óta létező "technika", mely természetesen az idők folyamán fokozatosan fejlődött, és a kőakadályoktól, fa reteszektől, zárlakatoktól a mai modern rácsokig, biztonsági ajtókig páncélszekrényekig beszélhetünk fokozatairól. A mechanikai védelem leegyszerűsítve azt jelenti, hogy a védelem /(dolog, ember/ érdekében bizonyos helyre való bejutás lehetőségét kívánjuk lassítani, vagy megakadályozni. A mechanikai védelem célja az „akadályképzés", a leendő elkövető közvetett elriasztása a cselekmény elkövetésétől azzal, hogy leküzdése sok időt vesz igénybe, és speciális felkészültséget igényel. A mechanikai védelem első feladata tehát az elkövető "lassítása, akadályozása".

## Összetevők
- kerítések: meghatározza a védett terület határait, megakadályozza az illetéktelen behatolást, anyagától függően megszüntetheti, vagy korlátozhatja a belátást
- héjvédelem: a védett objektum külső felülete (fal)
- nyílászárók: ajtók és ablakok
- zárak és zárrendszerek
- rácsok és rácsszerkezetek
- biztonsági fóliák
- speciális értéktárolók (trezor, páncélszekrény)
- biztonsági táskák és borítékok